# 진용 (후한)
진용(陳容, ? ~ 196년)은 중국 후한 말의 정치가로, 서주(徐州) 광릉군(廣陵郡) 사람이다.

## 생애
서생일 때부터 장홍(臧洪)을 흠모하였으며, 장홍이 원소(袁紹) 휘하의 동군태수(東郡太守)가 되자 그의 밑에서 승(丞)을 지냈다.
흥평(興平) 2년(195) 겨울, 장홍은 원소에게 반기를 들었으며 이듬해 진압되었다. 장홍은 성이 함락되기 전에 진용을 성 밖으로 내보냈다.
장홍은 생포되어 원소에게 끌려갔고, 원소는 진용에게 함께 앉도록 하였다. 장홍이 처형당하게 되자, 진용은 자리에서 일어나 원소에게 말하였다.
| “ | 장군은 큰 일을 일으켜 천하를 위하여 포악을 없애려 하면서 충의로운 사람들을 먼저 죽이니, 이는 하늘의 뜻에 어긋나는 일이 아니겠습니까? | ” |

원소는 부끄러워 좌우에 있는 사람들에게 명하여 그를 밖으로 끌고 나가도록 하며 말했다.
| “ | 너는 장홍과 한패가 아니거늘 어찌하여 헛되이 죽으려 하는가? | ” |

진용이 답하였다.
| “ | 어짊과 의로움이 항상 같이 있을 수 있겠습니까? 그것을 실천하면 군자가 되고, 배반하면 소인이 됩니다. 오늘 장홍과 함께 죽는 것이 장군과 더불어 함께 사는 것보다 낫다고 생각합니다. | ” |

이로써 진용은 장홍과 함께 처형당하였다.